# Медаль «За эффективное сотрудничество с органами чрезвычайных ситуаций»
Медаль «За эффективное сотрудничество с органами чрезвычайных ситуаций»(азерб. "Fövqəladə hallar orqanları ilə səmərəli əməkdaşlığa görə" medalı ) — государственная награда Азербайджанской Республики. Медаль учреждена по Указу Президента Азербайджана Ильхама Алиева от 22 октября 2010 года.

## История и положения
Медаль «За эффективное сотрудничество с органами чрезвычайных ситуаций» была учреждена Законом Азербайджанской Республики от 22 октября 2010 года № 1112-IIIQ.
Медаль присуждается нижеследующим лицам:
- представители государственных и неправительственных организаций Азербайджанской Республики и иностранных государств, а также международных организаций за эффективное сотрудничество с органами по чрезвычайным ситуациям;
- граждане Азербайджанской Республики и иностранных государств за помощь, оказанную в работе по предупреждению и устранению последствий чрезвычайных ситуаций.[3]

## Описание
Медаль «За эффективное сотрудничество с органами чрезвычайных ситуаций» Азербайджанской Республики выполнена из бронзы и покрыта золотым напылением. Диаметр медали составляет 50 мм, и она имеет восьмиконечную звездообразную форму с эмблемой на лицевой стороне.
В центре звезды расположены два круга. Первый круг покрыт зелёной эмалью, а второй центральный круг покрыт тёмно-синей эмалью. На эмблеме Министерства чрезвычайных ситуаций изображен венок из лавровых листьев, покрытый тёмно-синей эмалью. Фон украшен рельефными лучами и декоративными тонкими элементами. Между декоративными контурами первого и второго листа на фоне с зелёной эмалью написано «FÖVQƏLADƏ HALLAR ORQANLARI İLƏ SƏMƏRƏLİ ƏMƏKDAŞLIĞA GÖRƏ». Между контурами звезды, протягиваются лучи в виде декоративных элементов. Эмблема Министерства чрезвычайных ситуаций, лавровые листья, национальный орнамент, рельефные лучи и слова выполнены в золотистом цвете.
Обратная сторона медали имеет гладкое покрытие. Для крепления к одежде предусмотрен специальный элемент. В нижней части обратной стороны указаны серия и номер медали.

## Способ ношения
Медаль «За эффективное сотрудничество с органами чрезвычайных ситуаций» размещается на левой стороне груди и следует за другими орденами и медалями Азербайджанской Республики после «За выдающиеся заслуги перед органами чрезвычайных ситуаций».
Медалью награждаются соответствующим органом исполнительной власти Азербайджанской Республики.